# هاگن استام
هاگن استام (آلمانی: Hagen Stamm؛ زادهٔ ۱۲ ژوئن ۱۹۶۰) بازیکن واترپلو اهل آلمان بود.
وی در مسابقات کشوری و بین‌المللی در مجموع برندهٔ ۱ مدال برنز شده‌است.